# Adolf Behne
 (février 2016).
Si vous disposez d'ouvrages ou d'articles de référence ou si vous connaissez des sites web de qualité traitant du thème abordé ici, merci de compléter l'article en donnant les références utiles à sa vérifiabilité et en les liant à la section « Notes et références ».
Adolf Behne (13 juillet 1885 - 22 août 1948) est un architecte, critique et théoricien en architecture et en art. Il est l'une des figures importantes de l'avant-garde lors de la république de Weimar.

## Biographie
Behne est né à Magdebourg. Il fait de courtes études d'architecture, puis d'histoire de l'art à Berlin. Il rejoint le Deutscher Werkbund et est actif au sein de l'Arbeitsrat für Kunst en 1918. Dans une critique écrite sur Bruno Taut en 1913, Behne aide à forger le terme « architecture expressionniste » et devient rapidement un des plus importants promoteurs de l'expressionnisme. Il est proche des membres du collectif d'artistes de Magdebourg nommé Die Kugel (la boule) et réclame la création d'un art et d'une architecture proche des gens. Il est influencé par les écrits de Jakob von Uexküll.
Il enseigne à l'université de Berlin jusqu'en 1933. Entre 1945 et 1948 il est professeur à l'Université nationale des Beaux-Arts, (Staatlichen Hochschule für Bildende Kunst Berlin) et fait partie du groupe d'architectes Der Ring.
En tant qu'architecte il a peu de projets exécutés. Cependant, entre 1932 et 1936 il construit le bâtiment d'accueil de la gare centrale de Düsseldorf.
Il meurt à Berlin. Il existe une rue à Magdeburg, sa ville natale, portant son nom, la Behneweg.

## Quelques-unes de ses publications
- Behne, Adolf 1913. Bruno Taut. Pan 3(23) (7 mars 1913): 538-540.
- Behne, Adolf 1914/1915. Biologie und Kubismus. Der Sturm 5(11/12), 68–71.
- Behne, Adolf 1919. Die Wiederkehr der Kunst. Kurt Wolff, Leipzig.
- Behne, Adolf 1926. Der moderne Zweckbau. Drei Masken Verlag, Vienna/Berlin. Réédité : Der moderne Zweckbau. Ullstein Bauwelt Fundamente, Frankfurt am Main / Berlin, 1964 ; et Gebr. Mann Verlag, Berlin 1998.
- Behne, Adolf 1927. Neues Wohnen - Neues Bauen. Hesse & Becker, Leipzig.
- Behne, Adolf 1928. Eine Stunde Architektur. Stuttgart. Neuausgabe Berlin 1984
- Behne, Adolf 1994. Architekturkritik in der Zeit und über die Zeit hinaus: Texte 1913 - 1946. Herausgegeben von Haila Ochs. Bâle, Boston, Berlin: Birkhäuser-Architektur-Bibliothek.
- Behne, Adolf 1998. Schriften zur Kunst. Ed. & postscript Cornelia Briel. Berlin : Gebr. Mann.